# Saison 10 de NCIS : Los Angeles
Chronologie
Saison 9 Saison 11
Cet article présente le guide des épisodes de la dixième saison de la série télévisée américaine NCIS : Los Angeles.

## Généralités
Aux États-Unis et au Canada, cette saison a été diffusée du 30 septembre 2018 au 19 mai 2019 sur le réseau CBS et Global.

## Distribution

### Acteurs principaux
- Chris O'Donnell (VF : Jean-Philippe Puymartin) : Agent Spécial G. Callen (né Grisha Alexandrovich Nikolaev)
- LL Cool J (VF : Sidney Kotto) : Agent Spécial Sam Hanna
- Daniela Ruah (VF : Laëtitia Lefebvre) : Agent Spécial Kensi Blye
- Eric Christian Olsen (VF : Axel Kiener) : Lieutenant Marty Deeks
- Linda Hunt (VF : Marie-Martine) : Henrietta « Hetty » Lange (au téléphone épisodes 1 et 4, absence jusqu'à l'épisode 17)
- Barrett Foa (VF : Olivier Jankovic) : Eric Beale
- Renée Felice Smith (VF : Jessica Barrier) : Nell Jones
- Nia Long : directrice adjoint Shay Mosley (épisodes 1,4 et 6)

### Acteurs récurrents et invités
- Vyto Ruginis : Arkady Kolchek (épisodes 7, 11 et 21)
- Bar Paly : Anastasia « Anna » Kolcheck, Agent de l'ATF et petite amie de Callen (épisodes 5, 7, 11, 21 et 22)
- Elizabeth Bogush (en) : Joelle Taylor, Agent de la CIA (épisode 3 et 22)
- Gerald McRaney : Hollace Kilbride, ancien Amiral de la Navy (épisodes 1, 2 et 4)
- Erik Palladino : Vostanik Sabatino, Officier de la CIA (épisode 3)
- Marsha Thomason : Nicole Dechamps, Agent Spécial du NCIS et ancienne Agent des Services Secrets (épisodes 2 et 11)
- Esai Morales : Louis Ochoa, Nouveau Directeur Adjoint du NCIS[1] (épisodes 4, 6, 7, 8, 9 et 14)
- Peter Jacobson : John Rogers, Procureur Spécial (épisodes 4, 6, 10,11 et 17)
- Max Martini : Arlo Turk (épisodes 1, 6, 8 et 13)
- Karina Logue : Ellen Whiting, Detective de la police (épisode 5)
- Paulina Olszynski (arz) : Tiffany Williams (épisode 5)
- Pamela Reed : Roberta Deeks (épisodes 9 et 12)
- Douglas Weston : Alex Elmslie (épisode 13)
- Jeff Kober : Harris Keane (épisodes 1 et 4)
- David James Elliott : Harmon Rabb (de JAG)[2] (épisodes 23 et 24)
- Catherine Bell : Sarah « Mac » Mackenzie (de JAG)[3] (épisode 24)

## Épisodes

### Épisode 1:Vivre et mourir au Mexique
- États-Unis /  Canada : 30 septembre 2018 sur CBS / Global
- Suisse : 31 janvier 2019 sur RTS Un
- France : 16 février 2019 sur M6
- Belgique : 29 janvier 2020 sur RTL-TVI
- Québec :

- États-Unis : 8,75 millions de téléspectateurs[5] (première diffusion)

- Gerald McRaney (Hollace Killbride, ancien Amiral de la Navy)
- Max Martini (Arlo Turk)
- Jeff Kober (Harris Keane)
- Lamont Thompson (Spencer Williams)
- Greg Serano (Roger Gonzalez, Agent Spécial du FBI)
- Serafin Falcon (Francisco, chasseur)
- Ariel Llinas (General Arturo Vasquez)
- Orel De La Mota (Michael Vasquez, fils du General)
- Bernardo Cubria (Le Docteur)
- Gustavo Quiroz (Samuel, le petit garçon Mexicain)

- L'épisode a lieu juste après le final de la saison 9[4].
- L'Amiral à la retraite Hollace Kilbride est apparu la première fois dans la saison 6 : Praesidium (3/3)[4].
- Linda Hunt a eu un accident de voiture au moment du tournage de l'épisode. Nous ne voyons donc pas Hetty mais elle est bien présente notamment au téléphone avec son équipe[4].

### Épisode 2:Supra-humain
- États-Unis /  Canada : 7 octobre 2018 sur CBS / Global
- Suisse : 7 février 2019 sur RTS Un
- France : 16 février 2019 sur M6
- Belgique : 29 janvier 2020 sur RTL-TVI

- États-Unis : 7,54 millions de téléspectateurs[7] (première diffusion)

- Marsha Thomason (Nicole Dechamps, Agent Spécial du NCIS)
- Gerald McRaney (Hollace Killbride, ancien Amiral de la Navy)
- Tait Fletcher (Rob Durant)
- Lily Mariye (Shirley Hidoko)
- Amber Friendly (B. Martinez, Lieutenant-Commandant dans la Navy)
- Heidi Moneymaker (Rachel Conway)
- Vivan Dugré (Nancy Briones)
- DeMark Thompson (Lynn)

### Épisode 3:Le Prince
- États-Unis /  Canada : 14 octobre 2018 sur CBS / Global
- Suisse : 14 février 2019 sur RTS Un
- France : 23 février 2019 sur M6
- Belgique : 5 février 2020 sur RTL-TVI

- États-Unis : 7,63 millions de téléspectateurs[9] (première diffusion)

- Elizabeth Bogush (Joelle Taylor, Agent de la CIA)
- Erik Palladino (Vostanik Sabatino, Officier de la CIA)
- Drew Waters (Brian Bush)
- Ritesh Rajan (Prince Kamal)
- Britt Renstchler (Sarah Lombard, la fille du Motel)
- Kiralee Hayashi (la mariée)
- Greg Audino (le marié)

- L'agent Bush est apparu pour la première fois dans l'épisode Guerrier de la paix[8].
- L'épisode est dédié à Jimmy Veneziano[10].

### Épisode 4:La Liste noire
- États-Unis /  Canada : 21 octobre 2018 sur CBS / Global
- Suisse : 21 février 2019 sur RTS Un
- France : 23 février 2019 sur M6
- Belgique : 5 février 2020 sur RTL-TVI

- États-Unis : 8,35 millions de téléspectateurs[12] (première diffusion)

- Esai Morales (Louis Ochoa, Nouveau Directeur Adjoint du NCIS)
- Gerald McRaney (Hollace Killbride, ancien Amiral de la Navy)
- Peter Jacobson (John Rogers, Procureur Spécial)
- Jeff Kober (Harris Keane)
- Erik Palladino (Vostanik Sabatino, Officier de la CIA)
- Sheila Cutchlow (Patricia Lexington, Avocate de Shay Mosley)
- Diana Lu (Madee)
- Saul Huezo  (Pablo)
- Aiden Berryman (Derrick)
- Peggy Lu (Nin)
- J'Antonio Baguez (Hector Leyva)
- Mark Dippolito (Lonny McKay)
- Olga Aguilar (La nounou)

### Épisode 5:Avocat d'un jour
- États-Unis /  Canada : 28 octobre 2018 sur CBS / Global
- Suisse : 1er mars 2019 sur RTS Deux
- France : 2 mars 2019 sur M6
- Belgique : 12 février 2020 sur RTL-TVI

- États-Unis : 7,19 millions de téléspectateurs[13] (première diffusion)

- Bar Paly (Anastasia Kolcheck)
- Karina Logue (Détective du LAPD Ellen Whiting)
- Paulina Olszynski (Julie Sanders / Tiffany Williams)
- Monique Gabriela Curnen (Assistante du procureur Sofia Lopez)
- Kathleen Gati (Juge Jessica Lee)
- Dendrie Taylor (Elizabeth Williams)
- Alex Ross (Joel Simoni)
- Dar Dixon (Philip Robbins)

### Épisode 6:Guerre personnelle
- États-Unis /  Canada : 4 novembre 2018 sur CBS / Global
- Suisse : 1er mars 2019 sur RTS Deux
- France : 2 mars 2019 sur M6
- Belgique : 12 février 2020 sur RTL-TVI

- États-Unis : 7,04 millions de téléspectateurs[14] (première diffusion)

- Max Martini (Arlo Turk)
- Esai Morales (Directeur adjoint du NCIS Louis Ochoa)
- Peter Jacobson (John Rogers, procureur spécial)
- Rey Valentin (Eddie Martinez)
- Sofia Lama (Ella Juanega)
- Max Decker (Abel)
- Sun Park (Mee)

### Épisode 7:L'Un des nôtres
- États-Unis /  Canada : 11 novembre 2018 sur CBS / Global
- Suisse : 8 mars 2019 sur RTS Deux
- France : 9 mars 2019 sur M6
- Belgique : 19 février 2020 sur RTL-TVI

- États-Unis : 6,85 millions de téléspectateurs[15] (première diffusion)

- Vyto Ruginis (Arkady Kolcheck)
- Bar Paly (Anastasia Kolcheck)
- Esai Morales (Directeur adjoint du NCIS Louis Ochoa)
- Elizabeth Anweis (Casey Aquilar)
- Adrian Anchondo (Daniel Aquilar)
- Nick Rhys (Rick Dotson)
- Bill Goldberg (Lance Hamilton)
- Claudio Pinto (Jerry Fuentes)
- Sara Visser (Karen St. Pierre)
- Samantha Cope (Alessandra)
- René Ashton (Le juge)
- Erik Soderbergh (Liam)
- Isaac Cheung (Alan Chen)

### Épisode 8:Zone grise
- États-Unis /  Canada : 18 novembre 2018 sur CBS / Global
- Suisse : 8 mars 2019 sur RTS Deux
- France : 9 mars 2019 sur M6
- Belgique : 19 février 2020 sur RTL-TVI

- États-Unis : 7,22 millions de téléspectateurs[16] (première diffusion)

- Max Martini (Arlo Turk)
- Esai Morales (Directeur adjoint du NCIS Louis Ochoa)
- Kate Lacey (Amy Shuler)
- T.J. Ramini (John Martin / Tobin Shaked)
- Mary-Bonner Baker (Amanda Kelby)
- Laura Coover (Ally)
- Michael Cram (Trevor Lawford)

### Épisode 9:Monnaie d'échange
- États-Unis /  Canada : 25 novembre 2018 sur CBS / Global
- Suisse : 15 mars 2019 sur RTS Deux
- France : 8 juin 2019 sur M6
- Belgique : 26 février 2020 sur RTL-TVI

- États-Unis : 7,2 millions de téléspectateurs[17] (première diffusion)

- Pamela Reed (Roberta Deeks)
- Esai Morales (Directeur adjoint du NCIS Louis Ochoa)
- Ajay Mehta (Ibrahim Alvi)
- Annalisa Cochrane (Emily Conway)
- Michelle Clunie (Luanne Hadlow)
- Ravi Kapoor (Général Omer Abidi)
- Christopher Goodman (Capitaine de la NAVY Dean Hadlow)
- Michael Kostroff (Robert Fenton)
- Meera Simhan (Sahar Abidi)
- Shaun T. Benjamin (Al)
- Sharmita Bhattacharya (Rebecca Sadat)
- Jay Pichardo (Cooper)
- Casey King (Lucas Walker)
- Carin Chea (Valerie)
- Joe Spellman (Billy Friedman)
- Garrett Westton (Zak)

### Épisode 10:Le Braquage
- États-Unis /  Canada : 9 décembre 2018 sur CBS / Global
- Suisse : 15 mars 2019 sur RTS Deux
- France : 8 juin 2019 sur M6
- Belgique : 26 février 2020 sur RTL-TVI

- États-Unis : 7,196 millions de téléspectateurs[18] (première diffusion)

- Peter Jacobson (John Rogers, procureur spécial)
- Lisa Kaminir (Andrea Nelson)
- Tina Masafret (Claire)
- MacCallister Byrd (Greg Papastathis)
- Dina Meyer (Veronica Stephens)
- Nawal Bengholam (Nour Abar)
- Tony Von Halle (Lincoln #1)
- Kayvon Esmaili (Lincoln #3)
- Roz Witt (Gertrude)

### Épisode 11:Sortie de route
- États-Unis /  Canada : 16 décembre 2018 sur CBS / Global
- Suisse : 29 mars 2019 sur RTS Deux
- France : 15 juin 2019 sur M6
- Belgique : 25 mars 2020 sur RTL-TVI

- États-Unis : 7,213 millions de téléspectateurs[18] (première diffusion)

- Vyto Ruginis (Arkady Kolcheck)
- Bar Paly (Anastasia Kolcheck)
- Peter Jacobson (Procureur spécial John Rogers)
- Marsha Thomason (Nicole Dechamps)
- Hira Ambrosino (Docteur Evans)
- Reiley McClendon (Sergent Brad Hawkins)
- Michael Galante (Sergent de réserve Ernie Garza)
- Sarah-Nicole Robles (Maia)
- Rich Hutchman (Alvin)
- Janora McDuffie (Infirmière Natasha)
- Kate Mines (Vicki)
- Nazo Bravo (Joe Jirani)
- Albert Kong (Maze Cooper)

### Épisode 12:Le Bruit du silence
- États-Unis /  Canada : 6 janvier 2019 sur CBS / Global
- Suisse : 29 mars 2019 sur RTS Deux
- France : 15 juin 2019 sur M6
- Belgique : 25 mars 2020 sur RTL-TVI

- États-Unis : 7,586 millions de téléspectateurs[18] (première diffusion)

- Pamela Reed (Roberta Deeks)
- Hector Hugo (Emilio Torres)
- Roxana Brusso (Commandant de la NAVY Valerie Torres)
- Stephanie Hodge (Tangerine)
- Saba Homayoon (Ashti Lajani)
- Jolene Kim (Lieutenant de la NAVY Cynthia Zhang)
- Doug Tompos (Officier de la NAVY Walter Purdue)
- Philip Smithey (Jerome Bailey)
- Duncan Campbell (Agent spécial du NCIS Castor)

### Épisode 13:Anges gardiens
- États-Unis /  Canada : 13 janvier 2019 sur CBS / Global
- Suisse : 5 avril 2019 sur RTS Deux
- France : 22 juin 2019 sur M6
- Belgique : 1er avril 2020 sur RTL-TVI

- États-Unis : 8,307 millions de téléspectateurs[18] (première diffusion)

- Max Martini (Arlo Turk)
- Douglas Weston (Alex Elmslie)
- Sundra Oakley (Agent du DSS Anna Lloka)
- Eyas Younis (David Sarraf)
- Ben Maccabee (Général Syrien Joram Nasar)
- Jennifer Cortese (Docteur)
- Deep Rai (Zahid)

### Épisode 14:Écran de fumée
- États-Unis /  Canada : 27 janvier 2019 sur CBS / Global
- Suisse : 5 avril 2019 sur RTS Deux
- France : 22 juin 2019 sur M6
- Belgique : 1er avril 2020 sur RTL-TVI

- États-Unis : 6,745 millions de téléspectateurs[18] (première diffusion)

- Esai Morales (Directeur adjoint du NCIS Louis Ochoa)
- Medalion Rahimi (Agent spécial du NCIS Fatima Namazi)
- Kerr Smith (Agent spécial du FBI David Ross)
- Délé Ogundiran (Janet)
- Rima Haddad (Rana Azim)
- Stephen Chang (Agent spécial du FBI Yim)
- Toby Meuli (Dan)
- Julie Zhan (Annie)
- Stacie Greenwell (Sonya Morales)
- Reece Rios (Monsieur Ryland)
- Austin Bowerman (Agent spécial du FBI Nelson)
- Amir Kamali (Abbas Jalal)

### Épisode 15:L'armée de l'ombre
- États-Unis /  Canada : 17 février 2019 sur CBS / Global
- Suisse : 21 juin 2019 sur RTS Deux
- France : 29 juin 2019 sur M6
- Belgique : 8 avril 2020 sur RTL-TVI

- États-Unis : 6,744 millions de téléspectateurs[18] (première diffusion)

- Esai Morales (Directeur adjoint du NCIS Louis Ochoa)
- Medalion Rahimi (Agent spécial du NCIS Fatima Namazi)
- Danny Boushebel (Wasim Ghulam)
- Kerr Smith (Agent spécial du FBI David Ross)
- Mimi Rogers (Sous secrétaire de la NAVY Felice Waterson)
- Stacie Greenwell (Sonya Morales)
- Reece Rios (Monsieur Ryland)
- Toby Meuli (Dan)
- Julie Zhan (Annie)
- Razaaq Adoti (en) (Dingane Naidoo)
- Carson Pak (Eddie)
- Andrew Kwong (Elias)
- Dominic Daniel (Moswen Basson)

### Épisode 16:Dans la brèche
- États-Unis /  Canada : 3 mars 2019 sur CBS / Global
- Suisse : 21 juin 2019 sur RTS Deux
- France : 29 juin 2019 sur M6
- Belgique : 8 avril 2020 sur RTL-TVI

- États-Unis : 6,971 millions de téléspectateurs[18] (première diffusion)

- Pamela Reed (Roberta Deeks)
- Peter Jacobson (Procureur spécial John Rogers)
- Marsha Thomason (Nicole Dechamps)
- Cedric Sanders (Sergent Odell Ikande)
- Colby French (Phillip Beckett)
- Victoria Platt (Hannah Nessbaum)
- Dominic Pace (Hargrove)
- Matty Cardarople (Danny)
- Sterling Jones (Major des marines Jonathon Perkins)
- Derek Chariton (Kirby)
- Thomas Crawford (Jeffrey Kelly)
- Alexandra El Kahwagi (Ruya Ghanem)

### Épisode 17:Vive les mariés!
- États-Unis /  Canada : 17 mars 2019 sur CBS / Global
- Suisse : 21 juin 2019 sur RTS Deux
- France : 27 juillet 2019 sur M6
- Belgique : 15 avril 2020 sur RTL-TVI

- États-Unis : 8,470 millions de téléspectateurs[18] (première diffusion)

- Pamela Reed (Roberta Deeks)
- Peter Jacobson (Procureur spécial John Rogers)
- Ravil Isyanov (Anatoli Kirkin)
- Medalion Rahimi (Agent spécial du NCIS Fatima Namazi)
- Laura Harring (Julia Feldman)
- John Harlan Kim (Technicien opérateur Fang Kong Li)
- David Shatraw (Sherman Bernstein)
- Alyshia Ochse (Mandy)
- Kristen Henry King (Mindy)
- Erin Alexis (Kat)
- Louie Liberti (Paulie Baroni)
- Owen Saxon (Tony)
- Evan Judson (Abagor)

### Épisode 18:La cavale d'enfer
- États-Unis /  Canada : 24 mars 2019 sur CBS / Global
- Suisse : 19 juillet 2019 sur RTS Deux
- France : 27 juillet 2019 sur M6
- Belgique : 15 avril 2020 sur RTL-TVI

- États-Unis : 7,164 millions de téléspectateurs[18] (première diffusion)

- Peter Jacobson (Procureur spécial John Rogers)
- Ashley Spillers (Analyste de la NSA Sydney Jones)
- Wayne Federman (Eli)
- Delon de Metz (Andre Martinez)
- Kimiko Gelman (Commodore Cindy Kang)
- Carolyn Hennesy (Bunny)
- Georgia Leva (Hayley)

### Épisode 19:Le chat et la souris
- États-Unis /  Canada : 31 mars 2019 sur CBS / Global
- Suisse : 19 juillet 2019 sur RTS Deux
- France : 3 août 2019 sur M6
- Belgique : 22 avril 2020 sur RTL-TVI

- États-Unis : 7,499 millions de téléspectateurs[18] (première diffusion)

- Medalion Rahimi (Agent spécial du NCIS Fatima Namazi)
- India de Beaufort (Alexandra Reynolds)
- Bill Goldberg (Agent du département de la justice Lance Hamilton)
- Antwon Tanner (Avron Berry)
- Shane McMahon (Agent spécial de la police militaire Steve Evans)
- Makai Dudeck (Jake Reynolds)
- Darone Okolie (Tre Houston)
- Shiloh Nelson (Amanda Wallace)
- Wilson Ramirez (Ignacio Rodriquez)
- Nikki McCauley (Cristina Wallace)
- Charles Kim (Myeong)
- Taymour Ghazi (James Wallace)

### Épisode 20:"Goulot" d'étranglement
- États-Unis /  Canada : 14 avril 2019 sur CBS / Global
- Suisse : 19 juillet 2019 sur RTS Deux
- France : 3 août 2019 sur M6
- Belgique : 22 avril 2020 sur RTL-TVI

- États-Unis : 6,786 millions de téléspectateurs[18] (première diffusion)

- Medalion Rahimi (Agent spécial du NCIS Fatima Namazi)
- Sabrina Revelle (Laura Garcia)
- Aliah Whitmore (Kelly James)
- Steve Fisher (Edward Morrison)
- David Chan (Infirmier Steven Hong)
- Dimitri Leonidas (Gregory Morrison) (VF : Florent Dorin)
- Nicholas M. Hayner (Officier des NAVY SEAL Alonzo Garcia)
- Justin Paul (Brian Booker)
- Tommy Brown (Jason Reed)
- Julianna Gamiz (Elena Garcia)

### Épisode 21:Évasion Russe
- États-Unis /  Canada : 28 avril 2019 sur CBS / Global
- Suisse : 26 juillet 2019 sur RTS Deux
- France : 10 août 2019 sur M6
- Belgique : 29 avril 2020 sur RTL-TVI

- États-Unis : 5,664 millions de téléspectateurs[18] (première diffusion)

- Vyto Ruginis (Arkady Kolcheck)
- Bar Paly (Anastasia Kolcheck)
- Peter Jacobson (Procureur spécial John Rogers)
- Eve Harlow (Katie Miller)
- Rudy Dobrev (Sergey)
- Denise Crosby (U.S. Marshal Tisha Long)
- Ted King (Phil Carmona)
- Dave Florek (Frazier)
- Michael McShane (Directeur John Newton)
- Matty Castano (U.S. Marshal Will Reyes)
- Gregory James Cohan (Gardien Alvin Bell)
- Sara Donchey (Reporter de ZNN Sarita Diaz)

### Épisode 22:Plus de secrets
- États-Unis /  Canada : 5 mai 2019 sur CBS / Global
- Suisse : 26 juillet 2019 sur RTS Deux
- France : 10 août 2019 sur M6
- Belgique : 29 avril 2020 sur RTL-TVI

- États-Unis : 4,949 millions de téléspectateurs[18] (première diffusion)

- Bar Paly (Anastasia Kolcheck)
- Peter Jacobson (Procureur spécial John Rogers)
- Elizabeth Bogush (Joelle Taylor / Beth)
- Daniel J. Travanti (Nikita Aleksandr Reznikov)
- David S. Lee (Pavel Volkoff)
- Gene Farber (Darius Reznikov)
- Oscar Nuñez (Lionel Fernandez)

### Épisode 23:Menace intérieure
- États-Unis /  Canada : 12 mai 2019 sur CBS / Global
- Suisse : 26 juillet 2019 sur RTS Deux
- France : 17 août 2019 sur M6
- Belgique : 6 mai 2020 sur RTL-TVI

- États-Unis : 5,977 millions de téléspectateurs[18] (première diffusion)

- Mercedes Masohn (Agent de la DEA Talia Del Campo)
- Carl Chao (Agent spécial du NCIS Brian Lee)
- Sprague Grayden (Olivia Baird)
- David James Elliott (Harmon Rabb Jr.)
- Michael Roark (Michael Baird)
- Linda Elena Tovar (Ranger Vanessa Aguilar)
- Nadine Ellis (Lieutenant commandant de la NAVY Quinn)
- Rene Moran (Calvin Sims)

### Épisode 24:Allégeance
- États-Unis /  Canada : 19 mai 2019 sur CBS / Global
- Suisse : 26 juillet 2019 sur RTS Deux
- France : 17 août 2019 sur M6
- Belgique : 6 mai 2020 sur RTL-TVI

- États-Unis : 5,275 millions de téléspectateurs[18] (première diffusion)

- Erik Palladino (Vostanik Sabatino)
- Carl Chao (Agent spécial du NCIS Brian Lee)
- Sprague Grayden (Olivia Baird)
- Alyssa Diaz (Jasmine Garcia)
- David James Elliott (Harmon Rabb Jr.)
- Vachik Mangassarian (Faux président iranien)
- Don Wallace (Chef des NAVY SEAL Frank Wallace)
- Faruk Amireh (Fadhil Sarraf)
- Spencer Daniels (Officier quartier maître de deuxième classe Vincent Davis)
- Paris Benjamin (Alexandra Duvivier)
- Tim True (Anton Yashnikov)
- Catherine Bell (Sarah MacKenzie)
- Gil Birmingham (Capitaine de la NAVY Steven Douglas)
- Kolio Kolev (Muhammad Pliyev)
- Guy Wilson (Michael Skinner)

Sam et Callen ont embarqué sur le porte-avion et doivent découvrir l'identité de celui qui a tué l'agent du NCIS Brian Lee, ainsi que les identités des agents tchétchènes, recrutés pas Daech, embarqués sur le navire. En effet, il semblerait que Daech veuille déclencher un conflit armé entre Israël, l'Iran et l'Arabie Saoudite, qui permettrait à Daech de pouvoir établir leur pouvoir en profitant de la guerre. Pour cela, Hetty, avec l'aide de Sarah MacKenzie, doit faire pression sur le responsable des affaires étrangères du consulat Russe, Yashnikov, pour qu'ils puissent les aider à débusquer les agents tchétchènes. Seulement, cela tourne mal puisque les agents tchétchènes découverts prennent en otage des marins dans le centre des communications.